# Polyamblyodon gibbosum
Polyamblyodon gibbosum is een straalvinnige vissensoort uit de familie van zeebrasems (Sparidae). De wetenschappelijke naam van de soort is voor het eerst geldig gepubliceerd in 1914 door Pellegrin.